# 胃及十二指肠潰瘍
消化性潰瘍（英語：peptic ulcer disease，簡稱PUD），又稱胃及十二指肠潰瘍。這是指胃、小腸前段（十二指肠）或幽门，有時也包含了食道下端的黏膜損傷（潰瘍）。在胃發生的潰瘍稱作胃潰瘍（英語：stomach ulcer），在小腸的開頭部分所發生的潰瘍則是十二指腸潰瘍。最常見的症狀是會因為吃東西而改善的上腹痛，或者晚上因肚子痛而醒來。胃潰瘍的疼痛大多被用「燒灼感」或「悶痛」描述，其他常見的症狀還包括打嗝、嘔吐、不明原因的體重減輕、或是胃口不佳，但年紀較大的患者中約有三分之一完全沒有症狀。胃潰瘍若不處理，可能會演變成出血、穿孔、或是胃出口阻塞，出血的發生率約為15%。
常見的致病因子包括幽門螺旋桿菌以及非類固醇消炎止痛藥（NSAIDs）。其他較少見的致病因子有抽煙、嚴重疾病造成的壓力、貝賽特氏症、胃泌素瘤、克隆氏症、肝硬化等。高齡者服用非固醇類抗發炎藥更容易造成潰瘍。當臨床症狀出現時，可以進行內視鏡以及鋇劑吞嚥檢查法進行檢查。臨床上可以抽血檢測是否有幽門螺旋桿菌的抗體、進行尿素呼氣試驗、進行糞便檢查或進行胃活組織檢查來診斷是否有幽門螺旋桿菌的感染。造成類似症狀的其他病症包括胃癌、冠狀動脈心臟疾病、胃粘膜發炎以及膽囊發炎。
對引起或預防潰瘍的層面而言，飲食內容並非重要的影響因子。較常見的治療方式包含：戒菸、戒酒、停用非類固醇消炎止痛藥（英語：Nonsteroidal anti-inflammatory drug，簡稱NSAIDs），以及使用抑制胃酸的藥物。常見的治療藥物像是氫離子幫浦阻斷劑（英語：Proton-pump inhibitor，簡稱PPI）或H2受體阻抗劑（英語：H2 antagonist），通常建議的基本用藥療期為四週。幽門螺旋桿菌造成的潰瘍，通常會以安默西林（英語：Amoxicillin）、克拉黴素（英語：Clarithromycin）與氫離子幫浦阻斷劑作為藥物組合治療；但因抗生素抗藥性與日俱增，此療法並非絕對有效。出血性潰瘍有時會以內視鏡進行治療，而外科手術只會在內視鏡治療無法處理時進行。
胃潰瘍的盛行率大約為4%。大約有10%的人會在一生中得過胃潰瘍。胃潰瘍在1990年造成全世界327,000人死亡，2013年時死亡人數降低，造成301,000人死亡。胃潰瘍穿孔在1670年因英國的亨麗埃塔公主患病而第一次有相關描述。幽門螺旋桿菌是在1981年由巴里·馬歇爾以及罗宾·沃伦發現。

## 症状
临床特点为慢性、周期性的上腹疼痛，胃溃疡的痛多发生在进食后半小时至一小时，胃酸少或正常；十二指腸溃疡的痛则多出现于食后三至四小时，胃酸一般显著增多。輕微者有反胃、嘔吐、疼痛等症狀，嚴重者可因消化道大量出血（呕血或便血）导致休克。
臨床上十二指腸潰瘍明顯多於胃潰瘍，兩者之比約爲3∶1，均以男性居多。
胃及十二指肠潰瘍雖然通常放在一起討論，但兩者還是有所病理區別：
- 胃潰瘍無季節性發病傾向，而十二指腸潰瘍有季節性發病傾向，好發於季節交替。
- 疼痛性質不同：胃潰瘍的疼痛部位常位於劍突下或偏左，多發生於餐後半小時，十二指腸潰瘍的疼痛部位在劍突下偏右有時擴散背部。但消化內臟痛覺神經較不靈敏，也有可能兩者皆以上腹中央疼痛表現。
- 胃潰瘍食後即可引起腹痛；空腹不痛，十二指腸潰瘍則是空腹痛；食後緩解。
- 十二指腸潰瘍好發於中青年，而胃潰瘍發病年齡則較遲十年，多發於中壯年。[9]
- 胃溃疡成因於胃酸少或防禦機制下降，十二指腸潰瘍則是胃酸多，[10]所以後者極稀少癌變與強力胃酸殺滅很多能產生致癌化合物的細菌有關，但胃潰瘍則有癌變可能，然而並非是潰瘍導致癌變而是較多細菌寄生導致長期慢性胃炎之後啟動一種漫長癌前病變機制。

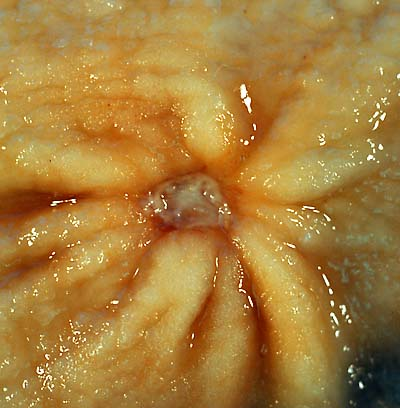
輕微的胃潰瘍

### 訛誤
胃及十二指肠潰瘍是一常见消化系统疾病。過去有普遍認為發病主因如下：
- 壓力或生活不正常等因素
- 家族遺傳，父母或近親中有潰瘍的人，較易罹患
- 长期食用粗糙、刺激性食物

然而幽門螺旋桿菌的發現後推翻了這些主因，取而代之該種細菌才是主致病機制的現象被確認。但也有無菌型的潰瘍發現，佔15%左右是其他因素導致。
长期服用如阿司匹林、强的松、酒精等导致胃粘膜的破坏使得胃肠道的自我保护能力大幅下降，与此同时，具有“胃蛋白酶”以及胃酸的胃液即可较轻易的穿透胃粘膜屏障，以消化胃肠道的自身组织，形成溃疡。
另外，消化性溃疡也可由消化液的分泌增加例如胃迷走神經失調，致使胃酸、胃蛋白酶的量超出胃粘膜所能应对的程度，所以一種外科手術胃迷走神經切斷術也被作為治療法，然而此手術副作用機率不低，只能用於很特定狀況。此外心理因素，精神高度紧张也可引起較輕度消化溃疡。

### 幽門螺旋桿菌的發現
1981年兩位澳洲醫師巴裡·馬歇爾（Barry J. Marshall）和羅賓·沃倫（Robin Warren）發現幽門螺旋桿菌才是造成胃潰瘍病因，而非過去熟知的壓力或生活不正常等因素。這些病菌進入體內之後，寄生在胃和十二指腸的保護黏膜內，削弱黏膜層的保護作用。為了證實胃潰瘍因細菌而起，馬歇爾喝下含幽門螺旋桿菌的飲料，尽管并没有导致胃溃疡，马歇尔得了急性胃炎，从而验证了幽门螺旋杆菌是胃病的主要致病因素。
這個重大發現使得人类重新认识溃疡病成因，使患者真正获得有效治疗。发现者因此獲2005年諾貝爾生理學或醫學獎。

## 注意事项

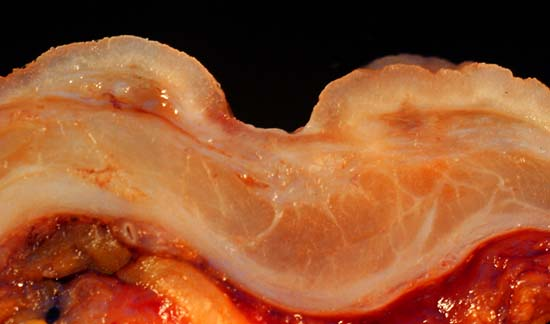
解剖面標本，看出胃的保護層侵蝕

胃及十二指肠潰瘍患者要注意恢復生活及飲食規律，防止疲勞，注意休息。注意要保持良好的精神，因為精神對胃粘膜的修復有很大的影響。飲食一定要注意定時定量，多吃易消化的溫和食品如粥、麵食等。忌食辛辣、忌煙酒、咖啡、碳酸飲料等，避免吃粗糙、糯米類等不易消化之食物。對於處於阿司匹林、強的松等強胃腸道刺激藥物療程間發生的胃潰瘍，應儘早於醫師指示下停藥。
患者應在医生指导下正确用药，保持良好的饮食习惯、三餐定時定量，且盡量避免抽煙、喝烈酒、避免长期熬夜，减少对过浓咖啡等刺激性食物的依赖。

## 治疗原则
治疗本病可对上述病理因素，对因治疗，具体可使用“制酸剂”、“胃粘膜保护剂”、以及抗幽门螺杆菌的药物。
极少数胃及十二指肠潰瘍可能发展为癌症，引起消化道出血、胃穿孔、幽门梗阻等严重的继发症。「胃癌」与「胃潰瘍」之臨床有相似表现，但可以用胃镜、钡餐透视尤其病理切片诊断鉴别，以免延误最佳治疗时机。